# یواس‌اس اینداس (ای‌کی‌ان-۱)
یواس‌اس اینداس (ای‌کی‌ان-۱) (به انگلیسی: USS Indus (AKN-1)) یک کشتی بود که طول آن ۴۴۱ فوت ۶ اینچ (۱۳۴٫۵۷ متر) بود. این کشتی در سال ۱۹۴۳ ساخته شد.